# لورنزو بتینی
لورنزو بتینی (انگلیسی: Lorenzo Bettini; ۱۵ ژانویهٔ ۱۹۳۱ – ۲۱ ژانویهٔ ۲۰۰۸) بازیکن فوتبال اهل ایتالیا بود.
از باشگاه‌هایی که در آن بازی کرده‌است می‌توان به باشگاه فوتبال اینتر میلان، باشگاه فوتبال مودنا، باشگاه فوتبال آلساندریا، باشگاه ورزشی لاتزیو، باشگاه فوتبال آ.اس. رم، باشگاه فوتبال برشا، باشگاه فوتبال اودینزه، و باشگاه فوتبال پالرمو اشاره کرد.